# DR-Baureihe ET 11
Die DR-Baureihe ET 11 war die erste elektrische Triebwagen-Bauart im Fernschnellzugnetz (FD) der Deutschen Reichsbahn (DR).

## Geschichte

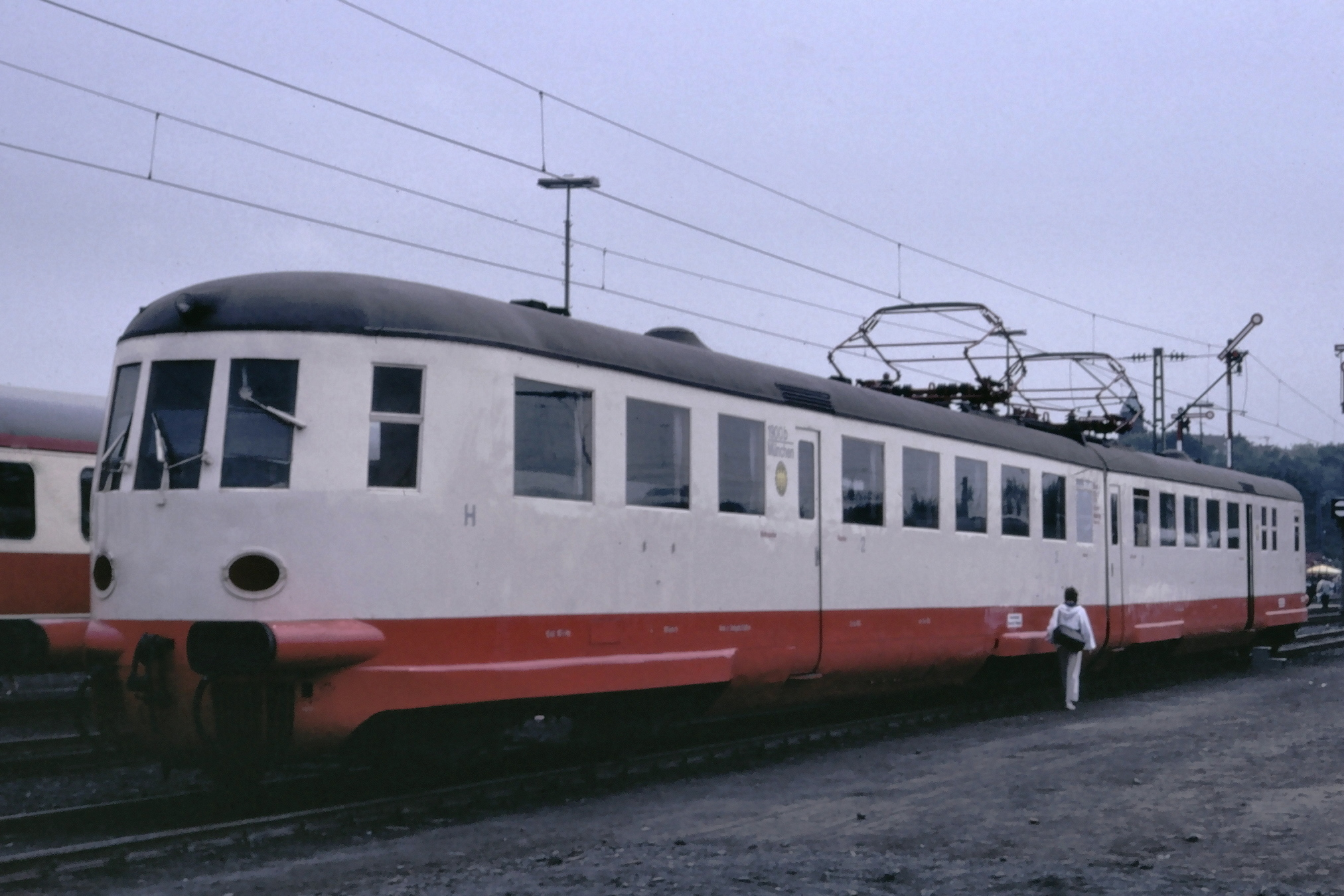
ET 11 01 als elT 1900 der DGEG in Bochum-Dahlhausen

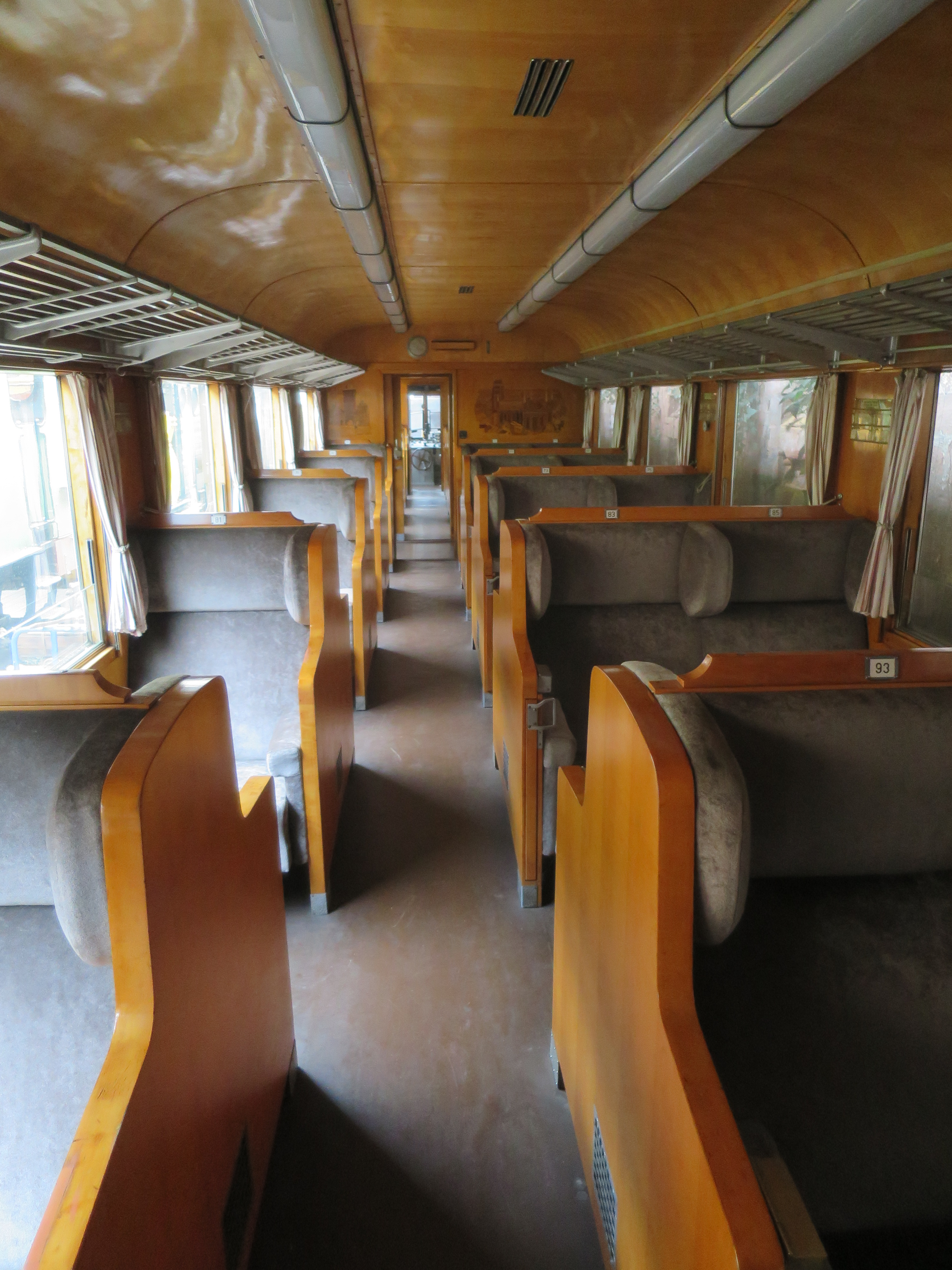
Fahrgastraum (alte 2. Klasse)

Nach den Erfolgen mit Schnellverbrennungstriebwagen (SVT) bei der DR in den 1930er Jahren sollte auch die Eignung von elektrischen Fernschnelltriebwagen (FDt) erprobt werden. Dass elektrische Triebwagen dafür grundsätzlich geeignet sind, hatten schon die Versuchsfahrten mit sechsachsigen Triebwagen auf der Militärbahn Marienfelde–Zossen im Jahr 1903 gezeigt, bei denen Geschwindigkeiten von mehr als 200 km/h erreicht worden waren.
Im Jahr 1933 gab die Deutsche Reichsbahn drei Prototypen eines für 160 km/h ausgelegten zweiteiligen Fernschnelltriebwagens in Auftrag, die zunächst für die in Umstellung auf elektrischen Betrieb begriffene Strecke München–Berlin vorgesehen waren. Die Einheiten elT 1900 bis elT 1902 mit der späteren Bauartbezeichnung ET 11 (ab 1941) wurden in den Jahren 1935 bis 1937 geliefert und erprobt. Um verschiedene Antriebsformen vergleichen zu können, erhielten die drei Hersteller BBC, SSW und AEG weitgehend freie Hand bei der Ausführung der elektrischen Anlagen und Antriebskonzepte. So erhielt der elT 1900 einen Buchli-Antrieb, der elT 1901 einen Tatzlagerantrieb und der elT 1902 einen Kleinow-Federtopfantrieb. Die elT 1900 und 1901 wurden mit mehrlösigen Druckluftbremsen Hikp in Form von Trommelbremsen ausgerüstet, der elT 1902 erhielt Hikss-Klotzbremsen mit Hikst-Steuerventil.
Ab ihrer Auslieferung waren die drei Triebwagen im Bahnbetriebswerk München Hbf beheimatet und kamen ab dem 15. Mai 1935 als FDt zwischen Stuttgart, München und Berchtesgaden zum Einsatz. Instandgehalten wurden sie im mechanischen Teil im Reichsbahnausbesserungswerk Neuaubing, in der elektrischen Ausrüstung in der Betriebsabteilung München Hbf des Reichsbahnausbesserungswerks München-Freimann. Auf der Strecke München–Stuttgart zeigte sich schon bald, dass es lauftechnische Probleme gab; die Triebdrehgestelle wurden durch neue leichtere mit besseren Dämpfungselementen ersetzt. Um die Kühlung der Fahrmotoren zu verbessern, wurden 1937 unter den Puffern Lüftungsschlitze eingelassen.
Die Triebwagen überstanden den Krieg unversehrt und wurden nach dessen Ende mehrfach umgebaut. 1950 erhielten sie wieder neue Drehgestelle und Regel-Zug- und Stoßvorrichtungen sowie eine Vielfachsteuerung. Damit war ein Fahren im Zugverband möglich. Die Ausrüstungen der einzelnen Einheiten wurden aneinander angeglichen, der ET 11 01 erhielt Tatzlagerantriebe wie der ET 11 02. Die Buchli-Antriebe hatten sich als sehr unterhaltungsaufwändig erwiesen. Die pneumatische Bremse wurde bei allen drei Einheiten als Hikss-Druckluftklotzbremse ausgeführt. 1957 gab es neue Getriebe für 160 km/h, die aber fahrplanmäßig nie ausgefahren wurden. 1952 waren sie zwischen München und Salzburg und zwischen 1957 und 1959 zeitweise als Ft „Münchner Kindl“ zwischen Frankfurt (Main) und München im Einsatz. Durch das noch kleine elektrifizierte Netz und das beschränkte Platzangebot gab es aber immer wieder Probleme für einen sinnvollen Einsatz, und so wurden sie 1961 abgestellt.
Der ET 11 01 wurde 1964 zum Bahndienstfahrzeug Mü 5015ab, später Mü 1001/1002 umgebaut und trug ab 1968 die EDV-Nummer 723 001. 1971 gelangte der Triebwagen zur Deutschen Gesellschaft für Eisenbahngeschichte (DGEG) und steht heute im Eisenbahnmuseum Neustadt/Weinstraße. Die beiden anderen Einheiten wurden verschrottet. Der ET 11 wies, ähnlich wie die Baureihe 403 und später die ICE 3-Triebzüge, einen verteilten Antrieb auf.

## Technische Merkmale
Die Wagenkästen wurden aus Stahlblechen als selbsttragende Zellen auf einen Unterrahmen geschweißt, auf schwere Nietverbindungen wurde so verzichtet. Um einen möglichst geringen Luftwiderstand zu bekommen, wurden strömungstechnische Versuche bei Maybach-Motorenbau in Friedrichshafen durchgeführt. Die Ergebnisse machten sich in der gekrümmten Form der Führerstände bemerkbar, Fenster und Türen waren bündig in die Außenhaut eingefügt. Auch die Drehgestelle wurden möglichst weit abgedeckt, die Fahrzeuge verfügten über eine weitgehend geschlossene Bodenwanne. Auf hervorstehende Teile wie Griffe und Beschilderungshalter wurde verzichtet. Da nur Einzeleinsatz vorgesehen war, erhielten die Triebzüge nur eine Notkuppelvorrichtung zwischen den verkleideten Stangenpuffern.
Die Züge hatten Stromabnehmer der Bauart HISE am Kurzkuppelende der Wagen, von denen der Strom zu den unter den Wagenböden angeordneten elektrischen Anlagen geleitet wurde.
Um aus hohen Geschwindigkeiten abbremsen zu können, erhielten die Triebwagen nicht nur Trommel- beziehungsweise Klotzbremsen (elT 1902), sondern zusätzlich Magnetschienenbremsen.